# Raquel Cabezón i Muñoz
Raquel Cabezón Muñoz (Barcelona, 15 de setembre de 1978) és una futbolista catalana, ja retirada.
Migcampista, va començar a jugar als onze anys al futbol sala i després va formar-se al RCD Espanyol, on va desenvolupar gran part de la seva carrera esportiva entre 1994 i 2007. Durant aquest període, va aconseguir dues copes de la Reina i una Copa Catalunya. La temporada 2005-06 va fitxar pel FC Barcelona, tornant l'any següent al club blanc-i-blau. La temporada 2007-08 va jugar al Llevant UE, amb el qual va aconseguir el títol de lliga i on va retirar-se de la competició al final d'aquella temporada. Internacional amb selecció espanyola de futbol en cinquanta ocasions, va participar en diferents classificacions per la Copa del Món i del Campionat d'Europa. Amb la selecció catalana va aconseguir dos Campionats d'Espanya. Està considera com una de les jugadores pioneres del futbol estatal de la dècada del 2000.
El juny de 2020 va ser nomenada responsable del futbol femení del RCD Espanyol.

## Palmarès
Clubs
- 1 Lliga espanyola de futbol femenina: 2007-08
- 2 Copa espanyola de futbol femenina: 1995-96 i 1996-97
- 1 Copa Catalunya de futbol femenina: 2006-07